# Спрігфілд (парафія, Нью-Брансвік)
Спрігфілд (англ. Springfield) — парафія в Канаді, у провінції Нью-Брансвік, у складі графства Кінгс.

## Населення
За даними перепису 2016 року, парафія нараховувала 1525 осіб, показавши скорочення на 7,7%, порівняно з 2011-м роком. Середня густина населення становила 6,1 осіб/км².
З офіційних мов обидвома одночасно володіли 145 жителів, тільки англійською — 1 360, тільки французькою — 5. Усього 15 осіб вважали рідною мовою не одну з офіційних.
Працездатне населення становило 61,3% усього населення, рівень безробіття — 9,6% (12,8% серед чоловіків та 4,3% серед жінок). 80,9% осіб були найманими працівниками, а 17,2% — самозайнятими.
Середній дохід на особу становив $36 943 (медіана $28 843), при цьому для чоловіків — $44 467, а для жінок $29 313 (медіани — $39 296 та $21 888 відповідно).
36,3% мешканців мали закінчену шкільну освіту, не мали закінченої шкільної освіти — 18%, 45,7% мали післяшкільну освіту, з яких 22,2% мали диплом бакалавра, або вищий.
| Статево-вікова структура населення | Статево-вікова структура населення | Статево-вікова структура населення | Статево-вікова структура населення | Статево-вікова структура населення |
| ---------------------------------- | ---------------------------------- | ---------------------------------- | ---------------------------------- | ---------------------------------- |
|                                    |                                    |                                    |                                    |                                    |
| Всього                             | Всього                             | 51,0%49,0%                         |                                    |                                    |
| 0 — 14 років                       | 0 — 14 років                       |                                    | 15,1%                              | 15,1%                              |
| 15 — 64 років                      | 15 — 64 років                      |                                    | 64,5%                              | 64,5%                              |
| 65 і більше                        | 65 і більше                        |                                    | 20,4%                              | 20,4%                              |
| 85 і більше                        | 85 і більше                        |                                    | 2%                                 | 2%                                 |
| Середній вік (років)               | Середній вік (років)               | 43,343,4                           | 43,4                               | 43,4                               |
| Медіана (років)                    | Медіана (років)                    | 46,146,7                           | 46,5                               | 46,5                               |
| — чоловіки — жінки                 |                                    |                                    |                                    |                                    |

| Походження мешканців:     | Походження мешканців:     | Походження мешканців: | Походження мешканців: | Походження мешканців: |
| ------------------------- | ------------------------- | --------------------- | --------------------- | --------------------- |
| Походження                |                           |                       | осіб                  | %                     |
| Корінні американці        | Корінні американці        |                       | 40                    | 2.61%                 |
| Інше північноамериканське | Інше північноамериканське |                       | 785                   | 51.14%                |
| Європейське               | Європейське               |                       | 1 085                 | 70.68%                |
| британське                | британське                |                       | 1 000                 | 65.15%                |
| французьке                | французьке                |                       | 140                   | 9.12%                 |

| Зайнятість населення за галузями (за класифікацією NOC): | Зайнятість населення за галузями (за класифікацією NOC): | Зайнятість населення за галузями (за класифікацією NOC): | Зайнятість населення за галузями (за класифікацією NOC): | Зайнятість населення за галузями (за класифікацією NOC): |
| -------------------------------------------------------- | -------------------------------------------------------- | -------------------------------------------------------- | -------------------------------------------------------- | -------------------------------------------------------- |
|                                                          |                                                          |                                                          |                                                          |                                                          |
| Управління                                               | Управління                                               |                                                          | 13%                                                      | 13%                                                      |
| Бізнес, фінанси та адміністрування                       | Бізнес, фінанси та адміністрування                       |                                                          | 7,8%                                                     | 7,8%                                                     |
| Природничі та прикладні науки                            | Природничі та прикладні науки                            |                                                          | 3,2%                                                     | 3,2%                                                     |
| Охорона здоров'я                                         | Охорона здоров'я                                         |                                                          | 9,7%                                                     | 9,7%                                                     |
| Освіта, правозахист, муніципальні та урядові служби      | Освіта, правозахист, муніципальні та урядові служби      |                                                          | 9,7%                                                     | 9,7%                                                     |
| Роздрібна торгівля та послуги                            | Роздрібна торгівля та послуги                            |                                                          | 20,8%                                                    | 20,8%                                                    |
| Гуртова торгівля, транспорт та обладнання                | Гуртова торгівля, транспорт та обладнання                |                                                          | 22,1%                                                    | 22,1%                                                    |
| Природні ресурси, сільське господарство                  | Природні ресурси, сільське господарство                  |                                                          | 6,5%                                                     | 6,5%                                                     |
| Виробництво                                              | Виробництво                                              |                                                          | 5,2%                                                     | 5,2%                                                     |

## Клімат
Середня річна температура становить 3,9°C, середня максимальна – 22,3°C, а середня мінімальна – -18°C. Середня річна кількість опадів – 1 123 мм.
| Клімат поселення                              | Клімат поселення | Клімат поселення | Клімат поселення | Клімат поселення | Клімат поселення | Клімат поселення | Клімат поселення | Клімат поселення | Клімат поселення | Клімат поселення | Клімат поселення | Клімат поселення | Клімат поселення |
| Показник                                      | Січ.             | Лют.             | Бер.             | Квіт.            | Трав.            | Черв.            | Лип.             | Серп.            | Вер.             | Жовт.            | Лист.            | Груд.            |                  |
| Середній максимум, °C                         | −4,69            | −3,21            | 2,08             | 8,26             | 15,59            | 21,18            | 22,30            | 21,72            | 16,46            | 10,56            | 4,46             | −3,22            |                  |
| Середня температура, °C                       | −11,33           | −9,86            | −4,56            | 1,61             | 8,96             | 14,50            | 18,06            | 17,48            | 12,22            | 6,31             | 0,22             | −7,46            |                  |
| Середній мінімум, °C                          | −17,97           | −16,51           | −11,2            | −5,03            | 2,32             | 7,89             | 13,80            | 13,22            | 7,97             | 2,07             | −4,04            | −11,7            |                  |
| Норма опадів, мм                              | 97               | 72               | 89               | 88               | 95               | 86               | 102              | 97               | 82               | 105              | 102              | 108              |                  |
| Середньомісячна швидкість вітру, м/с          | 4.00             | 3.92             | 4.00             | 3.89             | 3.50             | 3.10             | 2.80             | 2.80             | 3.00             | 3.44             | 3.67             | 3.90             |                  |
| Середньомісячна сонячна радіація, кДж/м²·день | 4977             | 8453             | 12348            | 15363            | 18207            | 20191            | 19623            | 17281            | 12707            | 7883             | 4709             | 3773             |                  |
| --------------------------------------------- | ---------------- | ---------------- | ---------------- | ---------------- | ---------------- | ---------------- | ---------------- | ---------------- | ---------------- | ---------------- | ---------------- | ---------------- | ---------------- |
| Джерело:                                      |                  |                  |                  |                  |                  |                  |                  |                  |                  |                  |                  |                  |                  |